# 封演
封演（?—?），唐代渤海蓨（今河北省景縣）人，唐朝官员。

## 生平
玄宗天寶中為太學諸生，天寶十五載（756年）進士，安史之亂後，為相衛節度使薛嵩從事，檢校屯田郎中。代宗大曆年間任邢州刺史。大曆八年（773年），薛嵩卒，復佐其子。大曆十年佐田承嗣、田悅，德宗建中三年（782年），署司刑侍郎。官至御史中丞。德宗貞元十六年（800年）仍有活動。

## 著作
撰有《封氏聞見記》。另著有《古今年號錄》一卷、《續錢譜》一卷，皆久佚。